# Diana Svertsov
Diana Svertsov (em hebraico: דיאנה סברצוב; 15 de novembro de 2004) é uma ginasta rítmica israelense.

## Carreira

### Júnior
Svertsov fez parte do grupo júnior nacional para o Campeonato Europeu e Mundial Júnior de 2019. O grupo composto por Diana, Amit Hedvat, Emili Malka, Mishel Mialitz, Romi Paritzki conquistou a medalha de prata europeia com 5 fitas, bem como a medalha de bronze por equipe e 5 fitas do mundo.

### Sênior
Em 2022, ela foi nomeada parte do novo grupo nacional de Israel. Elas estrearam na Copa do Mundo em Atenas, ganhando medalhas de ouro em 5 aros e 3 fitas + 2 bolas. Depois Baku, onde obtiveram bronze no individual geral e 5 aros. Pamplona (medalha de prata no individual geral), Portimão (ouro no individual geral) e Cluj-Napoca (prata no individual geral e 5 aros).
Nos Jogos Olímpicos de Verão de 2024, em Paris, conquistou a medalha de prata na competição de grupos da ginástica rítmica, ao lado de Ofir Shaham, Adar Friedmann, Romi Paritzki e Shani Bakanov.